# 阿什肯納茲猶太人
阿什肯納茲猶太人指的是源於中世纪德国莱茵兰一带的猶太人後裔（阿什肯納茲在近代指德國）。其中很多人自10世紀至19世紀期間，向東歐遷移，尤其是當時的波蘭立陶宛聯邦。从中世纪到20二十世纪中叶，他們普遍採用意第緒語或者斯拉夫语言作為通用語。其文化和宗教习俗受到周边其他国家的影响。阿什肯納茲猶太人爲歐洲的哲學、學術、文學、藝術、音樂和科學作出了重大的貢獻。

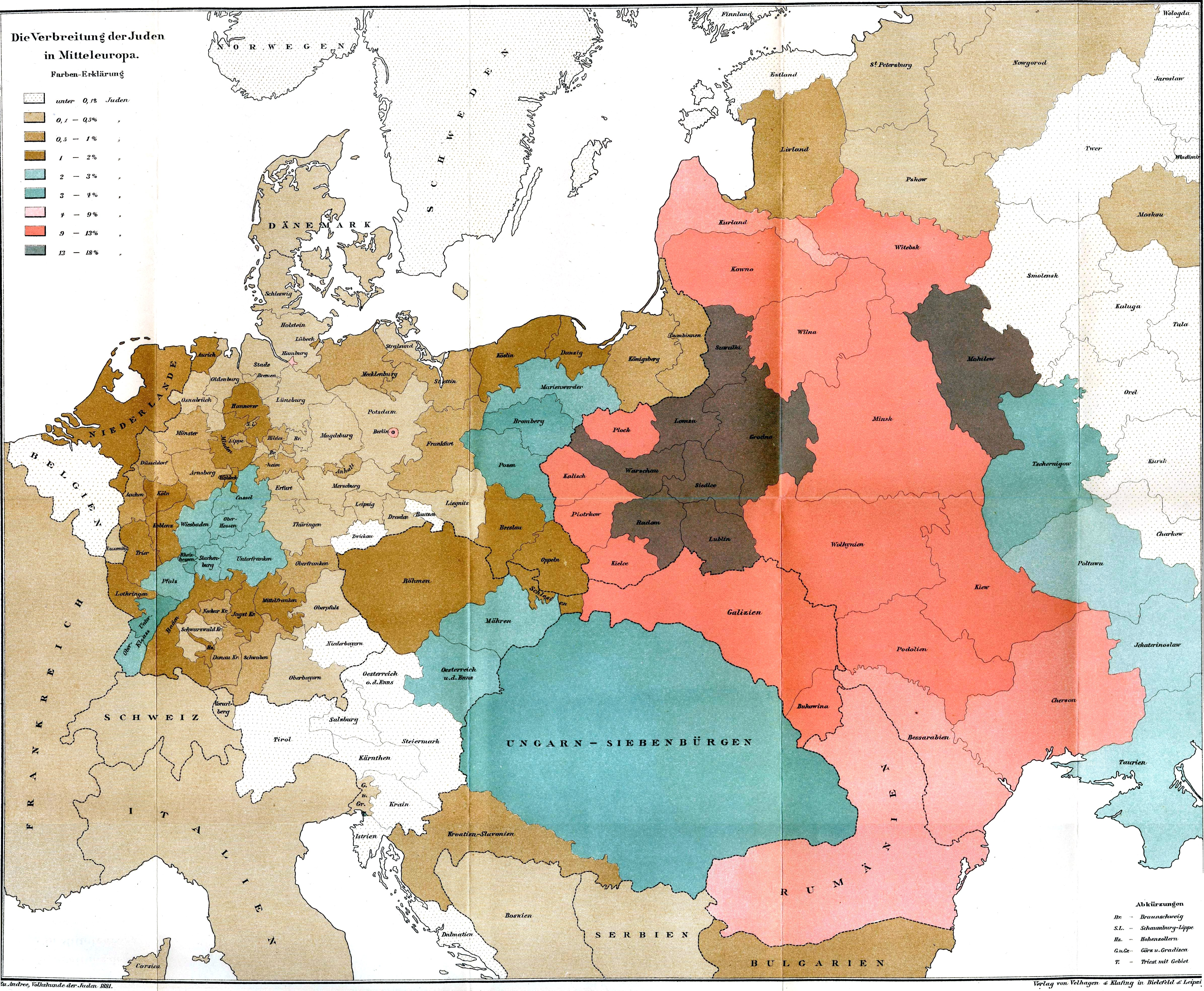
犹太人在中東欧的分佈（1881年）

现在占世界犹太人的75-80%，在11世纪，阿什肯納茲猶太人仅占全世界犹太人的3%，然而到1931年他们占有历史最高纪录的92%。隨後的猶太人大屠殺極大地減少了阿什肯納茲猶太人的數量，  在大屠殺之前，其人口達1670萬。現時根據不同的人口普查，其結果有所不同，但大概在1000萬至1120萬之間。人口統計學家塞爾吉奧·德拉·佩爾戈拉粗略計算了另外兩大猶太人分支（塞法迪猶太人和米茲拉希猶太人）後得出結論，阿什肯納茲猶太人約佔全球猶太人人口的65%—70%。 亦有其他統計指出其佔比應爲75%。
根據基因研究，阿什肯納茲猶太人的父系祖先可能來自黎凡特，而母系則來自歐洲（主要是西歐和南歐）。
在欧洲有久远历史的犹太群体，除了地中海一带的，大多数属于阿什肯纳兹。最近两个世纪来从欧洲外迁，特别是移民美国的的犹太人相当一部分来自东欧的阿什肯纳兹犹太人。

## 詞源
阿什肯納茲一詞最先源自聖經人物亞實基拿（希伯來語：אַשְׁכְּנָז‬），系挪亞衆子之一，同時亦是歌篾的長子。
在中世紀早期，該詞逐漸被用於稱呼生活在中歐和東歐的猶太人。根據當時的傳統，人們使用歐洲各地的聖經稱呼來對應指代生活在當地的猶太人，故西班牙爲「西法拉」（《俄巴底亞書》1:20）、法國爲“撒勒法”（《列王紀》17:9）。到中世紀中期，法國拉比辣什開始用阿什肯納茲一詞指代德國（最先爲洛塔林吉亞）。當時德國萊茵蘭附近有三個猶太人重鎮詩貝亞、沃姆斯和美茵茲，系十分重要的猶太人社區。根據部分拜占庭和敘利亞猶太人的書信，東征的十字軍亦被稱爲“阿什肯納茲人”在加洛林帝國治下，法國和德國的猶太人發展出緊密的聯繫，故最終該詞用於稱呼兩地的猶太人。

## 起源
虽然历史资料有限，现在基于文化、语言学和基因证据的共识是阿什肯纳兹群体的父系发源于中东。在公元前2000年至公元前700年年左右其祖先移居歐洲的时候，带去了巴比伦-塔木德文化基础上的拉比犹太教。阿爾伯特·愛因斯坦醫學院在一項研究中指出，阿什肯納茲猶太人可能最早於公元前2500年與其他猶太人群體分開形成自己的分支。他們在羅馬帝國生衍壯大，並且可能中間過程面臨人口瓶頸，導致在公元1000年左右從意大利北部遷往中歐和東歐時，其人口從原先的數百萬銳減至400戶家庭。
而母系方面，普遍認爲是歐洲本土，並與遷入的中東父系通婚後歸順猶太教，之後族群就減少與外族通婚。2013年另外的一項研究則重新認可了母系歐洲論，並進一步指出80%的母系是史前西歐的土著，8%來自近東，而餘下的則尚未明確。但亦有研究則表達了不同觀點，認爲其母系亦可能與父系一樣來自中東。
阿什肯納茲和塞法迪猶太人大多数（多於85%）有南欧人的血统，特别是意大利人、希臘人、葡萄牙人和西班牙人。
阿什肯納茲猶太人的至少一位祖先是中國婦女，攜帶線粒體单倍群M33c2，別處M33c2只能在現代四川省漢族發現。它的父母M33c在現代各种族群（泰国、西藏、越南、中国大陆）發現。

## 定义
当今，在全世界范围内没有一个通用的犹太人定义情况下，确切的定义谁是阿什肯纳兹犹太人更为困难。现行定义包括宗教、文化、族裔的几个方式。不过随着社会的变化，一两代人以前还很清楚的定义也变得模糊起来。近年来在以色列，阿什肯纳兹犹太人另外有一个完全不同的含义。

### 宗教定义
宗教上说，家庭传统和宗教仪式采用阿什肯纳兹习俗的称为阿什肯纳兹犹太人。在中世纪，阿什肯纳兹群体开始形成的时候，当时犹太教信仰的权威中心在穆斯林世界：巴格达和伊斯兰统治下的西班牙。由于阿什肯纳兹群体地理位置偏僻远离中心，宗教传统的发展比较独立，他们的希伯来文发音也与其他犹太人有别。在这方面，阿什肯纳兹犹太人和塞法迪犹太人的情况类似。

### 族裔定义
从族裔上讲，阿什肯纳兹是祖先可追溯到于中欧和东欧的犹太人。在大约一千年的时间里，阿什肯纳兹犹太人虽然与其他人群共处一地，却很少移民、改信或与当地人（包括其他犹太人）通婚，故在生殖上是孤立的。人类基因学家在Y染色体和线粒体研究中，发现某些單倍體型（haplotype）在阿什肯纳兹群体中概率很高，然而在普通欧洲人群中却不是这样。
从20世纪中期开始，很多阿什肯纳兹犹太人开始和其他犹太人和非犹太人通婚，也加強了其基因的複雜性。
有部分观点认为，阿什肯纳兹犹太人人口在中世纪后期的大量增长与中世纪东欧的突厥国家可萨汗国改信卡拉派犹太教，以及其后可萨汗国的解体有关。但這樣的論述不受學術界的認可，因為缺乏歷史上可薩汗國人口大量改信猶太教的實質證據，且現今遺傳學研究也與該觀點牴觸；遺傳研究證實，阿什肯納茲猶太人與塞法迪猶太人、米茲拉希猶太人一樣，具有來自中東黎凡特地區的血統。基因研究的共識是，全球猶太人（包括阿什肯納茲猶太人）擁有源自古代中東共同祖先的大量遺傳基因，阿什肯納茲猶太人沒有可追溯至可薩人的遺傳基因。在語言、文化上阿什肯納茲猶太人與可薩-突厥人亦沒有相似之處。 （页面存档备份，存于）
傳統上認爲，猶太人是在羅馬統治期間兩次暴動（公元66-73年猶太戰爭及公元132-135年巴柯巴起義）後從巴勒斯坦移居到歐洲（戰俘或難民）。猶太戰爭之後，第二聖殿被毀，耶路撒冷近乎被抹平，羅馬皇帝哈德良在其廢墟上建立了殖民城市愛利亞加比多連，並禁止猶太人進入城中。根據猶太歷史學家弗拉維奧·約瑟夫斯的記載，近10萬猶太人在第一次暴動後被帶往南歐賣作奴隸。在其獲得自由後，這些早期猶太人決定繼續留在南歐。兩次暴動之後，猶地亞面目全非，開啓了最先的大規模移民潮。
但亦有學者指出，事實上公元3世紀時期，就已經有證據表明有猶太人在南歐定居，例如愛琴海島嶼、希臘和意大利，這些大多是從事貿易的主動經濟移民。公元63年耶路撒冷圍城戰後，羅馬帝國佔領猶地亞，很多猶太人戰俘被帶去歐洲並淪爲奴隸。這些猶太人在重獲自由後，亦紛紛直接定居在羅馬。另外，公元37年大希律王在羅馬軍隊的幫助下攻下耶路撒冷，後者在返回南歐的時候可能亦帶走了一些猶太人奴隸。
很長一段時間內，猶太人都沒有資格獲得羅馬公民權，直到公元212年，卡拉卡拉決定賦予所有自由人此一特權。但直至公元363年尤利安統治之前，猶太人一直被要求繳納人頭稅。但總體而言，猶太人在羅馬帝國後期一般都有比較大的宗教和職業自由。公元380年基督教成爲帝國官方宗教後，猶太人開始被邊緣化。
猶太人至少早在希臘古風時期就已經在希臘定居。希臘歷史家希羅多德將其稱爲“巴勒斯坦敘利亞人”。雖然猶太人對希臘的多神教並不感興趣，但有很多富裕的猶太人都對希臘人的生活方式趨之若鶩。希臘化猶太教曾一度風行於安條克和亞歷山卓，很多操希臘語的猶太人亦改信基督教。
根據零星的考古證據，一些猶太人隨羅馬軍隊到達中南歐，例如匈牙利、克羅地亞等。這些隨軍的猶太人之後在軍營附近一些孤懸的飛地定居，且並不與外族通婚。潘諾尼亞行省的猶太人甚至達到一定規模，形成了一個穩定的社區，並建立了一座猶太公會。公元443年潘諾尼亞行省被割讓予匈人之後，羅馬軍隊撤回意大利，該地區在之後的數世紀只有稀少的記錄證明有猶太人出沒。沒有證據表明在古典時期有猶太人有在羅馬帝國以外的邊境出現過。在德國和高盧，除了帝國重鎮特里爾和科隆，只有微弱的考古證據指出當地曾被猶太人造訪，並且這些僅存的發現都只能猜測這些猶太人可能僅僅是路過的商人或工匠。
由於缺乏清晰的歷史記錄，目前無法得知古典時期猶太人的數量。很長一段時間，羅馬帝國內的猶太人數量都只能借鑑13世紀歷史學家阿卜·法拉茲的記錄，後者認爲截至公元70年第二聖殿被毀後，就有近七百萬猶太人（6,944,000）生活在帝國內。但現代一般認爲，法拉茲的記錄是基於一份全部羅馬公民的人口調查，因此數據明顯包含了其他非猶太族裔。
中世紀時高盧北部開始出現人數可觀的猶太人。但在此之前，公元465年在布列塔尼半島、公元524年在瓦朗斯和公元533年在奧爾良都已經記錄有猶太人定居。公元629年，法蘭克人之王達戈貝爾特一世開始將猶太人從其墨洛溫王國驅離，前羅馬帝國版圖內的反猶主義愈演愈烈。
公元800年左右，查理大帝開始擴張其法蘭克王國，其領地一度包含了意大利北部和羅馬，王國迎來了短暫的穩定和統一，並吸引了不少猶太裔商人再次在阿爾卑斯山以北定居。與之前的法蘭克人國王不同，查理大帝決定依羅馬舊法給予猶太人一定的自由。這些回歸法蘭克的猶太人主要從事商業或金融，包括放貸（基督教會禁止基督徒從借款中獲取利息）。猶太拉丁語開始和中世紀各種高地德語融合而形成意地緒語。該語實際上是一種日耳曼語族語言，並深受希伯來語和阿拉美语影響，在後期亦吸收了部分羅曼語族和斯拉夫語族語言的元素。

### 中世紀後期
由於該時期普遍認爲猶太人的到來能夠幫助振興本地經濟，很多基督徒領主開始向其他地區的猶太人拋出橄欖枝，並邀請到其領地定居。比較著名的例子有法蘭德斯伯爵博杜安五世、征服英格蘭之後的威廉一世。在此背景下，公元11世紀很多來自中東（例如巴比倫猶太人和波斯猶太人）、南歐和北非（馬格里布猶太人）的猶太人開始北移，來到萊茵河附近定居。這些猶太人通常選擇在市鎮中心的市集和教堂附近定居，並且在尊重領主和教會管治的前提下享有自治權。
但之後伴隨着十字軍東征，歐洲各地開始發生猶太人屠殺慘案。1096年，平民十字軍（第一次東征期間）在萊茵蘭附近攻擊猶太人，給當地的猶太社區帶來滅頂之災，包括當時萊茵河附近的三個猶太人重鎮詩貝亞、沃姆斯和美茵茲。該三鎮是阿爾卑斯山以北最早的猶太人定居點之一，同時與法國的特華和桑斯在阿什肯納茲猶太人宗教習俗形成的歷史上舉足輕重。隨後，猶太人開始被英國（1290年）、法國（1394年）、德國部分（15世紀時期）驅逐，並逐漸遷往波蘭（10世紀開始）、立陶宛（11世紀開始）和俄羅斯（12世紀開始）。直至15世紀，波蘭已經擁有當時世界規模最大的猶太人社區。之後隨着三國瓜分波蘭，這些前波蘭猶太人分屬俄羅斯、奧地利和普魯士所治，並成爲阿什肯納茲猶太人的中心。
關於阿什肯納茲猶太人爲何難以同化歷來衆說紛紜，但主要還是因爲傳統上猶太人只集中定居在自己的社區，生活習慣與鄰里不同，且其男性識字率極高，又有建立起完善的拉比領導制，這些猶太人身上的差別隨着每次反猶主義爆發反而會更加加強。
在阿什肯納茲猶太人從中歐遷往東歐之前，東歐當地也有擁有自身獨特的猶太人社群，其語言主要是猶太捷克語。但是隨着阿什肯納茲猶太人擴大其定居範圍，由於其高生育率，很多當地的猶太人反而紛紛被新來者在語言和宗教習俗上同化。正因如此，一直有聲音反對將所有使用意地緒語的猶太人統稱爲阿什肯納茲猶太人，因爲有不少意地緒語使用者實際與後者在祖源上關係並不大，他們只是後來被同化而放棄了自身的東歐屬性。
除了中歐，在16世紀意大利的生存環境變得更加惡劣後，很多猶太人從南歐，尤其是威尼斯，向東歐移民。16世紀至17世紀，東歐亦有記錄接收了一些鄂圖曼帝國內的塞法迪猶太人和以及操阿拉伯語的米茲拉希猶太人。

### 近代
耶路撒冷公共事務中心曾發表一項對阿什肯納茲猶太人人口變遷史的研究。研究指出，11世紀末期時，全球97%的猶太人都是塞法迪猶太人，阿什肯納茲猶太人僅佔剩餘的3%。到了17世紀中期，兩者的差距已經縮小到60%/40%。到了18世紀，由於歐洲生活水平不斷提高，甚至趕超同期的奧斯曼帝國，使阿什肯納茲猶太人亦隨之數量超過塞法迪猶太人，佔全球該族比例的60%。
東歐地區，例如波蘭、俄羅斯和白俄羅斯很長時間到爲猶太人提供了穩定的社會政治環境。但在19至20世紀東歐頻頻爆發反猶騷亂後，這些原本來自西方的猶太人又重新迴流中西歐，甚至向其他地區移民。自1750年以來，阿什肯納茲猶太人就成爲美國猶太人的主流。
受西歐啓蒙運動的影響，西歐和中歐的猶太人內亦發起了哈斯卡拉運動（亦稱猶太啓蒙運動）吸收現代歐洲價值顧念。很多當地自中世紀遺留下來的猶太人限制亦隨之解除，猶太人不再需要穿戴特定衣物，繳納特別稅，亦不再生活在與其他族裔隔離的聚集區。面對思想解放後日增的反猶主義和同化，錫安主義開始在中歐發萌。而生活在沙俄柵欄區的猶太人則成爲社會主義者。這些各類思想最後演變爲勞動錫安主義，成爲以色列的立國意識形態。

### 大屠殺
在第二次世界大戰之前，有880萬猶太人生活在歐洲，當中大多是阿什肯納茲猶太人。二戰後，當中的600萬（多於二分之三）死於猶太大屠殺。衝擊較大的國家有：波蘭330萬中死去了300萬（91%）以及烏克蘭150萬中失去了90萬（60%）。另外，在其他斯拉夫國家、德國、匈牙利和波羅的海國家分別有50%至90%的猶太人和法國25%的猶太人慘遭殺戮。生活在希臘、荷蘭和前斯拉夫的塞法迪猶太人亦難逃厄運。由於二戰的歐洲大屠殺大多數受害者都是阿什肯納茲猶太人，其在全球猶太人的比重從1930年的92%驟降至今天的80%。大屠殺同時打斷了持續了數十年的意地緒語運動，因爲大多數被害者，即約500萬人是意地緒語使用者。很多倖存者戰後移居至以色列、北美、澳洲和阿根廷。
現代部分數據指出大屠殺後的阿什肯納茲猶太人仍然佔其族的83%至85%。但以色列人口學和統計家塞爾吉奧·德拉·佩爾戈拉在粗略估計塞法迪猶太人和米茲拉希猶太人的數量後，得出結論稱該比重可能實際上應該低於74%。其他統計則認爲有75%。

### 在以色列的重组
近年来，以色列在“阿什肯纳兹”有一个全新的用法：凡是来自欧洲，包括欧洲的塞法迪犹太人，统统被称作“阿什肯纳兹”；其他的犹太人（来自也门、库尔德等地），包括身世和伊比利亚半岛无关的，统称“塞法迪”。然而越来越多的异地通婚双方摒弃这种标签。
以色列社会由于其复杂性，多个社会、经济和宗教势力在议会中互相竞争。选举的时候，每个政党公布一个名单，名单上的候选人按照全党得票进入一院制的议会（120个席位）。所有的公民，不论是犹太人、穆斯林、基督徒、德鲁兹人、撒马利亚人等等，都有权投票。选举结束后，占席位最多的政党通过和其他党谈判组建一个大多数联合政府。
一部分以色列选民投票给宗教政党。虽然逐年的选举情况不同，总有几个小党和宗教意义上的阿什肯纳兹犹太人关系密切。以色列宗教意义上的阿什肯纳兹犹太人必须遵守阿什肯纳兹首席大拉比的宗教裁定。从这个意义上讲，这些宗教意义上的阿什肯纳兹犹太人也必须支持某些以色列政党和宗教利益。
阿什肯納茲猶太人在以色列的經濟、傳媒和政治上把控重要地位——直至2013年，以色列自1948年建國以來，歷代總理都是阿什肯納茲猶太人。以色列立國之初，塞法迪和阿什肯納茲猶太人之間曾爆發過激烈的文化衝突。近年來，在“大熔爐”觀點的影響下，這種衝突已大有減微。所有的猶太人，都被要求摒棄其祖籍背景特點，完全融入新興的國家成爲以色列公民。

## 參看
- 亞實基拿